# Berkeleyia weddellia
Berkeleyia weddellia (лат.) — вид кольчатых червей из семейства Orbiniidae класса многощетинковых. Море Уэдделла (Антарктика).

## Описание
Морские придонные многощетинковые черви с удлинённой формой тела. Длина 4 мм, ширина 0,4 мм. Встречается в абиссали на глубинах до 2164 м в Море Уэдделла, Антарктика. Тело цилиндрическое желтовато-коричневого цвета. Видовое название происходит от места обнаружения типового экземпляра (Weddell Sea). Вид был впервые описан в 2017 году в ходе ревизии океанической фауны, проведённой американским зоологом Джеймсом Блейком (James A. Blake; Aquatic Research & Consulting, Дюксбюри, Массачусетс, США).